# Il grande circo
Il grande circo (The Big Circus) è un film drammatico diretto da Joseph M. Newman

## Trama
A seguito di disaccordi con i fratelli Borman, Hank Whirling decide di fondare il suo proprio circo in cui il numero principale è rappresentato dalla famiglia dei trapezisti Colino. La prima stagione però si rivela un fiasco anche a causa del maltempo. A questo punto Hank si rivolge a una banca per ottenere un finanziamento: la banca glielo concede, ma gli impone la presenza di un amministratore, Randy Sherman, e di una addetta stampa, Helen Harrison. 
L'iniziale ostilità verso i due controllori e una serie di nuovi contrattempi e incidenti rischiano di compromettere l'esito dell'impresa, tanto che Hank comincia a sospettare che ci sia un sabotatore tra le maestranze, forse pagato dai rivali fratelli Borman. Il circo sta per andare in bancarotta, ma Helen suggerisce di far ripetere al trapezista un numero mai più eseguito dal secolo precedente: la traversata delle cascate del Niagara su una corda d'acciaio tesa. Grazie a questa audace impresa e grazie alle riprese di una stazione televisiva, il circo torna al successo. Hank ed Helen si sono intanto innamorati e anche grazie alla nascita di questo sentimento il circo potrà avere un futuro.